# سسک تالابی خاوری
سسک تالابی خاوری (نام علمی: Acrocephalus dumetorum) نام یک گونه از سرده سسک‌های نیزار است. این گونه در بخش‌های وسیعی از آسیا و شرق اروپا یافت می‌شود. در زمان کوچ نیز به بنگلادش، هند و سری‌لانکا مهاجرت می‌کند. سسک‌نیزار بلیث یک گونه متوسط است که دارای بدنی به طول ۱۲٫۵–۱۴ سانتی‌متر می‌باشد.